# Temporada 2018 de GP3 Series
La temporada 2018 de GP3 Series fue la novena y última edición de la competición de GP3, categoría telonera de Fórmula 1, y antecesora del Campeonato de Fórmula 2 de la FIA. A partir de 2019 este campeonato y el de Fórmula 3 Europea se unificarán para crear una categoría denominada Campeonato de Fórmula 3 de la FIA.

## Escuderías y pilotos
Los pilotos y equipos para la temporada 2018 son los siguientes:
| Escudería           | N.º | Piloto              | Rondas |
| ------------------- | --- | ------------------- | ------ |
| ART Grand Prix      | 1   | Callum Ilott        | Todas  |
| ART Grand Prix      | 2   | Anthoine Hubert     | Todas  |
| ART Grand Prix      | 3   | Nikita Mazepin      | Todas  |
| ART Grand Prix      | 4   | Jake Hughes         | Todas  |
| Trident Racing      | 5   | Pedro Piquet        | Todas  |
| Trident Racing      | 6   | Giuliano Alesi      | Todas  |
| Trident Racing      | 7   | Ryan Tveter         | Todas  |
| Trident Racing      | 8   | Alessio Lorandi     | 1–4    |
| Trident Racing      | 8   | David Beckmann      | 5–9    |
| Jenzer Motorsport   | 9   | Tatiana Calderón    | Todas  |
| Jenzer Motorsport   | 10  | Juan Manuel Correa  | Todas  |
| Jenzer Motorsport   | 11  | David Beckmann      | 1–4    |
| Jenzer Motorsport   | 11  | Jannes Fittje       | 5–9    |
| Arden International | 14  | Gabriel Aubry       | Todas  |
| Arden International | 15  | Julien Falchero     | 1–7    |
| Arden International | 15  | Sacha Fenestraz     | 8–9    |
| Arden International | 16  | Joey Mawson         | Todas  |
| Campos Racing       | 18  | Leonardo Pulcini    | Todas  |
| Campos Racing       | 19  | Simo Laaksonen      | Todas  |
| Campos Racing       | 20  | Diego Menchaca      | Todas  |
| MP Motorsport       | 22  | Dorian Boccolacci   | 1–5    |
| MP Motorsport       | 22  | Richard Verschoor   | 6–9    |
| MP Motorsport       | 23  | Will Palmer         | 1      |
| MP Motorsport       | 23  | Christian Lundgaard | 2      |
| MP Motorsport       | 23  | Devlin DeFrancesco  | 3–9    |
| MP Motorsport       | 24  | Niko Kari           | 1–7    |
| MP Motorsport       | 24  | Jehan Daruvala      | 9      |

## Calendario
El calendario consistió en nueve rondas,  que fueron las siguientes:
| Ronda | Ronda | Circuito                                     | País                   | Fecha            |
| ----- | ----- | -------------------------------------------- | ---------------------- | ---------------- |
| 1     | L     | Circuito de Barcelona-Cataluña, Barcelona    | España                 | 12 de mayo       |
| 1     | C     | Circuito de Barcelona-Cataluña, Barcelona    | España                 | 13 de mayo       |
| 2     | L     | Circuito Paul Ricard, Le Castellet           | Francia                | 23 de junio      |
| 2     | C     | Circuito Paul Ricard, Le Castellet           | Francia                | 24 de junio      |
| 3     | L     | Red Bull Ring, Spielberg                     | Austria                | 30 de junio      |
| 3     | C     | Red Bull Ring, Spielberg                     | Austria                | 1 de julio       |
| 4     | L     | Circuito de Silverstone, Silverstone         | Reino Unido            | 7 de julio       |
| 4     | C     | Circuito de Silverstone, Silverstone         | Reino Unido            | 8 de julio       |
| 5     | L     | Hungaroring, Budapest                        | Hungría                | 28 de julio      |
| 5     | C     | Hungaroring, Budapest                        | Hungría                | 29 de julio      |
| 6     | L     | Circuito de Spa-Francorchamps, Francorchamps | Bélgica                | 25 de agosto     |
| 6     | C     | Circuito de Spa-Francorchamps, Francorchamps | Bélgica                | 26 de agosto     |
| 7     | L     | Autodromo Nazionale di Monza, Monza          | Italia                 | 1 de septiembre  |
| 7     | C     | Autodromo Nazionale di Monza, Monza          | Italia                 | 2 de septiembre  |
| 8     | L     | Autódromo de Sochi, Sochi                    | Rusia                  | 29 de septiembre |
| 8     | C     | Autódromo de Sochi, Sochi                    | Rusia                  | 30 de septiembre |
| 9     | L     | Circuito Yas Marina, Abu Dabi                | Emiratos Árabes Unidos | 24 de noviembre  |
| 9     | C     | Circuito Yas Marina, Abu Dabi                | Emiratos Árabes Unidos | 25 de noviembre  |

## Resultados

### Temporada
| Ronda | Ronda | Ronda             | Pole Position     | Vuelta rápida     | Piloto ganador    | Escudería ganadora |
| ----- | ----- | ----------------- | ----------------- | ----------------- | ----------------- | ------------------ |
| 1     | L     | Barcelona         | Leonardo Pulcini  | Anthoine Hubert   | Nikita Mazepin    | ART Grand Prix     |
| 1     | C     | Barcelona         |                   | Giuliano Alesi    | Giuliano Alesi    | Trident            |
| 2     | L     | Le Castellet      | Dorian Boccolacci | Anthoine Hubert   | Anthoine Hubert   | ART Grand Prix     |
| 2     | C     | Le Castellet      |                   | Anthoine Hubert   | Callum Ilott      | ART Grand Prix     |
| 3     | L     | Spielberg         | Callum Ilott      | Leonardo Pulcini  | Callum Ilott      | ART Grand Prix     |
| 3     | C     | Spielberg         |                   | Leonardo Pulcini  | Jake Hughes       | ART Grand Prix     |
| 4     | L     | Silverstone       | Anthoine Hubert   | Callum Ilott      | Anthoine Hubert   | ART Grand Prix     |
| 4     | C     | Silverstone       |                   | Callum Ilott      | Pedro Piquet      | Trident            |
| 5     | L     | Budapest          | Anthoine Hubert   | Nikita Mazepin    | Nikita Mazepin    | ART Grand Prix     |
| 5     | C     | Budapest          |                   | Dorian Boccolacci | Dorian Boccolacci | MP Motorsport      |
| 6     | L     | Spa-Francorchamps | David Beckmann    | Anthoine Hubert   | David Beckmann    | Trident            |
| 6     | C     | Spa-Francorchamps |                   | Nikita Mazepin    | Nikita Mazepin    | ART Grand Prix     |
| 7     | L     | Monza             | David Beckmann    | David Beckmann    | David Beckmann    | Trident            |
| 7     | C     | Monza             |                   | Nikita Mazepin    | Pedro Piquet      | Trident            |
| 8     | L     | Sochi             | Leonardo Pulcini  | Nikita Mazepin    | Leonardo Pulcini  | Campos Racing      |
| 8     | C     | Sochi             |                   | David Beckmann    | David Beckmann    | Trident            |
| 9     | L     | Yas Marina        | Nikita Mazepin    | Nikita Mazepin    | Leonardo Pulcini  | Campos Racing      |
| 9     | C     | Yas Marina        |                   | Ryan Tveter       | Nikita Mazepin    | ART Grand Prix     |

## Clasificaciones

### Sistema de puntuación
Los puntos se otorgaron a los 10 primeros clasificados en la carrera larga, y a los primeros 8 clasificados en la carrera corta. El piloto que logró la pole position en la carrera principal también recibió cuatro puntos y dos puntos fueron entregados al piloto que marcó la vuelta rápida entre los diez primeros, tanto en la carrera larga como en la corta. No hubo puntos extras otorgados a la pole en la carrera corta.
Puntos de carrera larga
| Posición | 1º | 2º | 3º | 4º | 5º | 6º | 7º | 8º | 9º | 10º | Pole | VR |
| Puntos   | 25 | 18 | 15 | 12 | 10 | 8  | 6  | 4  | 2  | 1   | 4    | 2  |

Puntos de carrera corta
Los puntos se otorgarán a los primeros 8 clasificados.
| Posición | 1º | 2º | 3º | 4º | 5º | 6º | 7º | 8º | VR |
| Puntos   | 15 | 12 | 10 | 8  | 6  | 4  | 2  | 1  | 2  |

### Pilotos
| Pos. | Piloto              | BAR | BAR | LEC | LEC | SPI | SPI | SIL | SIL | BUD | BUD | SPA | SPA | MNZ | MNZ | SOC | SOC | YMC | YMC | Puntos |
| ---- | ------------------- | --- | --- | --- | --- | --- | --- | --- | --- | --- | --- | --- | --- | --- | --- | --- | --- | --- | --- | ------ |
| 1    | Anthoine Hubert     | 2   | 2   | 1   | 7   | 17  | 9   | 1   | 4   | 3   | 3   | 3   | 2   | 2   | DSQ | 3   | 4   | 3   | Ret | 214    |
| 2    | Nikita Mazepin      | 1   | 10  | 2   | 5   | 13  | 7   | 2   | 7   | 1   | 12  | 5   | 1   | 5   | 3   | 2   | Ret | 5   | 1   | 198    |
| 3    | Callum Ilott        | 3   | 7   | 8   | 1   | 1   | 6   | 3   | 5   | 6   | 2   | 6   | 3   | 3   | DSQ | 13  | 18  | 4   | 4   | 167    |
| 4    | Leonardo Pulcini    | 4   | 9   | 4   | 8   | 2   | 3   | 6   | 6   | 2   | 4   | 15  | Ret | 14  | 7   | 1   | 8   | 1   | 12  | 156    |
| 5    | David Beckmann      | 6   | 17  | 18  | 10  | 8   | Ret | 14  | Ret | 4   | 7   | 1   | Ret | 1   | 5   | 5   | 1   | 2   | Ret | 137    |
| 6    | Pedro Piquet        | 9   | Ret | 6   | 2   | 4   | 2   | 7   | 1   | 12  | 9   | 4   | 5   | 7   | 1   | 15  | 11  | 12  | Ret | 106    |
| 7    | Giuliano Alesi      | 7   | 1   | 3   | 6   | 6   | Ret | 8   | 2   | 17† | 16  | 9   | 6   | 6   | 2   | 14  | 17  | 6   | 10  | 100    |
| 8    | Jake Hughes         | 13  | 3   | 10  | 17  | 5   | 1   | Ret | 8   | 16  | 14  | 7   | 4   | 9   | 4   | 7   | 16  | 7   | 2   | 85     |
| 9    | Ryan Tveter         | 17  | 14  | 11  | 9   | 7   | Ret | 4   | 3   | 5   | 6   | 2   | 8   | 11  | 16  | 19  | 9   | 11  | 5   | 69     |
| 10   | Dorian Boccolacci   | 5   | 5   | DSQ | 14  | 10  | 5   | 5   | 9   | 8   | 1   |     |     |     |     |     |     |     |     | 58     |
| 11   | Alessio Lorandi     | 11  | 16  | 5   | 4   | 3   | 4   | 10  | 12  |     |     |     |     |     |     |     |     |     |     | 42     |
| 12   | Juan Manuel Correa  | 8   | 4   | 9   | 12  | 19  | 13  | Ret | 15  | 7   | 5   | 11  | 10  | 17  | Ret | 9   | 5   | 8   | 6   | 42     |
| 13   | Joey Mawson         | 16  | 15  | 7   | 3   | Ret | 10  | 9   | 13  | Ret | 18  | 8   | 17† | 12  | 12  | 8   | 2   | 20  | 9   | 38     |
| 14   | Simo Laaksonen      | 15  | 8   | 13  | 11  | 9   | 15  | 13  | 16  | 14  | 11  | 12  | 13  | 4   | 8   | 6   | 14  | 9   | 3   | 36     |
| 15   | Richard Verschoor   |     |     |     |     |     |     |     |     |     |     | 17  | 7   | 8   | 9   | 4   | 3   | 14  | 7   | 30     |
| 16   | Tatiana Calderón    | Ret | Ret | 17  | 16  | 12  | 12  | Ret | 10  | 11  | 8   | 10  | 9   | 15  | 6   | 10  | 7   | 10  | 8   | 11     |
| 17   | Niko Kari           | Ret | 6   | DSQ | Ret | 11  | 8   | 11  | Ret | Ret | Ret | 14  | 12  | 10  | 10  |     |     |     |     | 6      |
| 18   | Gabriel Aubry       | 12  | Ret | 15  | Ret | 16  | Ret | Ret | Ret | 10  | 13  | 13  | 11  | Ret | Ret | 11  | 6   | 15  | 14  | 5      |
| 19   | Diego Menchaca      | 10  | 12  | 14  | Ret | 14  | 16  | 12  | 11  | 9   | 10  | 19  | 16  | Ret | 14  | Ret | 15  | 18  | 16  | 3      |
| 20   | Jannes Fittje       |     |     |     |     |     |     |     |     | 13  | 17  | 20  | 15  | 16  | 11  | 12  | 10  | 13  | Ret | 0      |
| 21   | Devlin DeFrancesco  |     |     |     |     | 18† | 11  | 15  | 14  | WD  | WD  | 18  | Ret | 13  | 15  | 17  | 12  | 17  | 11  | 0      |
| 22   | Julien Falchero     | 14  | 11  | 16  | 15  | 15  | 14  | Ret | Ret | 15  | 15  | 16  | 14  | Ret | 13  |     |     |     |     | 0      |
| 23   | Christian Lundgaard |     |     | 12  | 13  |     |     |     |     |     |     |     |     |     |     |     |     |     |     | 0      |
| 24   | Sacha Fenestraz     |     |     |     |     |     |     |     |     |     |     |     |     |     |     | 16  | 13  | 16  | 15  | 0      |
| 25   | Will Palmer         | 18  | 13  |     |     |     |     |     |     |     |     |     |     |     |     |     |     |     |     | 0      |
| 26   | Jehan Daruvala      |     |     |     |     |     |     |     |     |     |     |     |     |     |     |     |     | 19  | 13  | 0      |
| Pos. | Piloto              | BAR | BAR | LEC | LEC | SPI | SPI | SIL | SIL | BUD | BUD | SPA | SPA | MNZ | MNZ | SOC | SOC | YMC | YMC | Puntos |

| Color     | Resultado              |
| --------- | ---------------------- |
| Oro       | Ganador                |
| Plata     | 2.ª plaza              |
| Bronce    | 3.ª plaza              |
| Verde     | Finalizó en los puntos |
| Azul      | Finalizó sin puntos    |
| Azul      | NC - No clasificado    |
| Violeta   | Ret - No terminó       |
| Rojo      | DNQ - No se clasificó  |
| Negro     | DSQ - Descalificado    |
| Blanco    | DNS - No empezó        |
| Blanco    | WD - Retirado          |
| Blanco    | C - Carrera cancelada  |
| Sin color | DNP - No participó     |
| Sin color | INJ - Lesionado        |
| Sin color | EX - Excluido          |

| Estado  | Resultado |
| ------- | --- |
| Negrita | Pole position |
| Cursiva | Vuelta rápida puntuable, el piloto cumplió los requisitos para ser bonificado con uno o más puntos por lograr la vuelta rápida |
| †       | Abandona, pero clasifica al completar el porcentaje requerido para ello                                                        |

### Equipos
Los equipos con 4 monoplazas en pista pueden puntuar solamente con los 3 mejores clasificados en cada carrera.
| Pos. | Equipo              | N.º | BAR | BAR | LEC | LEC | SPI | SPI | SIL | SIL | BUD | BUD | SPA | SPA | MNZ | MNZ | SOC | SOC | YMC | YMC | Puntos |
| ---- | ------------------- | --- | --- | --- | --- | --- | --- | --- | --- | --- | --- | --- | --- | --- | --- | --- | --- | --- | --- | --- | ------ |
| 1    | ART Grand Prix      | 1   | 3   | 7   | 8   | 1   | 1   | 6   | 3   | 5   | 6   | 2   | 6   | 3   | 3   | DSQ | 13  | 18  | 4   | 4   | 640    |
| 1    | ART Grand Prix      | 2   | 2   | 2   | 1   | 7   | 17  | 9   | 1   | 4   | 3   | 3   | 3   | 2   | 2   | DSQ | 3   | 4   | 3   | Ret | 640    |
| 1    | ART Grand Prix      | 3   | 1   | 10  | 2   | 5   | 13  | 7   | 2   | 7   | 1   | 12  | 5   | 1   | 5   | 3   | 2   | Ret | 5   | 1   | 640    |
| 1    | ART Grand Prix      | 4   | 13  | 3   | 10  | 17  | 5   | 1   | Ret | 8   | 16  | 14  | 7   | 4   | 9   | 4   | 7   | 16  | 7   | 2   | 640    |
| 2    | Trident             | 5   | 9   | Ret | 6   | 2   | 4   | 2   | 7   | 1   | 12  | 9   | 4   | 5   | 7   | 1   | 15  | 11  | 12  | Ret | 433    |
| 2    | Trident             | 6   | 7   | 1   | 3   | 6   | 6   | Ret | 8   | 2   | 17† | 16  | 9   | 6   | 6   | 2   | 14  | 17  | 6   | 10  | 433    |
| 2    | Trident             | 7   | 17  | 14  | 11  | 9   | 7   | Ret | 4   | 3   | 5   | 6   | 2   | 8   | 11  | 16  | 19  | 9   | 11  | 5   | 433    |
| 2    | Trident             | 8   | 11  | 16  | 5   | 4   | 3   | 4   | 10  | 12  | 4   | 7   | 1   | Ret | 1   | 5   | 5   | 1   | 2   | Ret | 433    |
| 3    | Campos Racing       | 18  | 4   | 9   | 4   | 8   | 2   | 3   | 6   | 6   | 2   | 4   | 15  | Ret | 14  | 7   | 1   | 8   | 1   | 12  | 195    |
| 3    | Campos Racing       | 19  | 15  | 8   | 13  | 11  | 9   | 15  | 13  | 16  | 14  | 11  | 12  | 13  | 4   | 8   | 6   | 14  | 9   | 3   | 195    |
| 3    | Campos Racing       | 20  | 10  | 12  | 14  | Ret | 14  | 16  | 12  | 11  | 9   | 10  | 19  | 16  | Ret | 14  | Ret | 15  | 18  | 16  | 195    |
| 4    | MP Motorsport       | 22  | 5   | 5   | DSQ | 14  | 10  | 5   | 5   | 9   | 8   | 1   | 17  | 7   | 8   | 9   | 4   | 3   | 14  | 7   | 94     |
| 4    | MP Motorsport       | 23  | 18  | 13  | 12  | 13  | 18† | 11  | 15  | 14  | WD  | WD  | 18  | Ret | 13  | 15  | 17  | 12  | 17  | 11  | 94     |
| 4    | MP Motorsport       | 24  | Ret | 6   | DSQ | Ret | 11  | 8   | 11  | Ret | Ret | Ret | 14  | 12  | 10  | 10  |     |     | 19  | 13  | 94     |
| 5    | Jenzer Motorsport   | 9   | Ret | Ret | 17  | 16  | 12  | 12  | Ret | 10  | 11  | 8   | 10  | 9   | 15  | 6   | 10  | 7   | 10  | 8   | 65     |
| 5    | Jenzer Motorsport   | 10  | 8   | 4   | 9   | 12  | 19  | 13  | Ret | 15  | 7   | 5   | 11  | 10  | 17  | Ret | 9   | 5   | 8   | 6   | 65     |
| 5    | Jenzer Motorsport   | 11  | 6   | 17  | 18  | 10  | 8   | Ret | 14  | Ret | 13  | 17  | 20  | 15  | 16  | 11  | 12  | 10  | 13  | Ret | 65     |
| 6    | Arden International | 14  | 12  | Ret | 15  | Ret | 16  | Ret | Ret | Ret | 10  | 13  | 13  | 11  | Ret | Ret | 11  | 6   | 15  | 14  | 43     |
| 6    | Arden International | 15  | 14  | 11  | 16  | 15  | 15  | 14  | Ret | Ret | 15  | 15  | 16  | 14  | Ret | 13  | 16  | 13  | 16  | 15  | 43     |
| 6    | Arden International | 16  | 16  | 15  | 7   | 3   | Ret | 10  | 9   | 13  | Ret | 18  | 8   | 17† | 12  | 12  | 8   | 2   | 20  | 9   | 43     |
| Pos. | Equipo              | N.º | BAR | BAR | LEC | LEC | SPI | SPI | SIL | SIL | BUD | BUD | SPA | SPA | MNZ | MNZ | SOC | SOC | YMC | YMC | Puntos |

| Color     | Resultado              |
| --------- | ---------------------- |
| Oro       | Ganador                |
| Plata     | 2.ª plaza              |
| Bronce    | 3.ª plaza              |
| Verde     | Finalizó en los puntos |
| Azul      | Finalizó sin puntos    |
| Azul      | NC - No clasificado    |
| Violeta   | Ret - No terminó       |
| Rojo      | DNQ - No se clasificó  |
| Negro     | DSQ - Descalificado    |
| Blanco    | DNS - No empezó        |
| Blanco    | WD - Retirado          |
| Blanco    | C - Carrera cancelada  |
| Sin color | DNP - No participó     |
| Sin color | INJ - Lesionado        |
| Sin color | EX - Excluido          |

| Estado  | Resultado |
| ------- | --- |
| Negrita | Pole position |
| Cursiva | Vuelta rápida puntuable, el piloto cumplió los requisitos para ser bonificado con uno o más puntos por lograr la vuelta rápida |
| †       | Abandona, pero clasifica al completar el porcentaje requerido para ello                                                        |